# Riolama uzzelli
Espèce
Riolama uzzelli est une espèce de sauriens de la famille des Gymnophthalmidae.

## Répartition
Cette espèce est endémique de l'État d'Amazonas au Venezuela. Elle se rencontre sur le Cerro Marahuaca.

## Étymologie
Cette espèce est nommée en l'honneur de Thomas Marshall Uzzell Jr.

## Publication originale
- Molina & Señaris, 2003 : Una nueva especie del genero Riolama (Reptilia: Gymnophthalmidae) de las tierras altas del Estado Amazonas, Venezuela. Memoria de la Fundacion la Salle de Ciencias Naturales, vol. 61, no 155, p. 5-19.